# Sh2-65
Sh2-65 (également connue sous le nom de RCW 175) est une nébuleuse en émission visible dans la constellation de l'Aigle.
Elle est située dans la partie nord-est de la constellation, à environ 1° au nord de l'étoile α Scuti. Elle a une forme allongée étendue sur environ 7 minutes d'arc, en direction d'une région de la Voie lactée où de riches champs d'étoiles sont partiellement obscurcis par de denses nuages de poussière. La période la plus propice à son observation dans le ciel du soir se situe entre juin et novembre. N'étant qu'à 4° de l'équateur céleste, on peut l'observer indistinctement depuis toutes les régions peuplées de la Terre.
C'est une petite région H II probablement située sur le bras Écu-Croix, à une distance d'environ 3 300 pc (∼10 800 al). Le responsable de son ionisation serait une géante bleue de classe spectrale B1II, cataloguée S65-4. Curieusement, le catalogue Sharpless rapporte que cette nébuleuse contient l'amas ouvert NGC 6823. Il s'agit évidemment d'une erreur, car cet objet fait partie de la région Vulpecula OB1 (en) et est situé près de NGC 6820. Sur le catalogue Avedisova cette nébuleuse est plutôt placée à l'intérieur d'une région de formation d'étoiles avec la source de rayonnement infrarouge IRAS 18445-0339 et certaines sources d'ondes radio. À proximité se trouve également le nuage moléculaire SYCSW 679, identifiable par ses émissions dans la bande CO.